# جيسي كليج
جيسي كليج (بالإنجليزية: Jesse Clegg)‏ هو مغني جنوب أفريقي، ولد في 14 يونيو 1988 في جوهانسبرغ في جنوب أفريقيا.

## وصلات خارجية
- الموقع الرسمي
- جيسي كليج على موقع ميوزك برينز (الإنجليزية)
- جيسي كليج على موقع ديسكوغز (الإنجليزية)